# Pixel por polegada

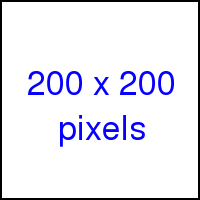
O quadrado mostrado acima possui 200 por 200 píxeis (pixel). Para determinar pixel por polegada (PPI) de um monitor, basta medir a largura e altura, em polegadas, desse quadrado usando uma régua colocada por cima do monitor. Dividindo 200 pela largura e a altura medida, dará respectivamente, o valor de PPI horizontal e vertical da resolução do monitor

Pixel por polegada (em inglês, pixels per inch; PPI) é uma medida de resolução de vídeo relacionada ao tamanho do monitor em polegadas (em inglês, inches) e do número total de pixels na direção horizontal e na direção vertical. Essa medida é muitas vezes confundida com pontos por polegada (dpi), embora tal medida seja empregada de forma adequada quando se refere à resolução de uma impressora. PPI também pode ser usado para descrever a resolução de um scanner ou câmara digital. Nesse contexto, é sinônimo de "amostras por polegada".